# 1788
Évszázadok: 17. század – 18. század – 19. század
Évtizedek: 1730-as évek – 1740-es évek – 1750-es évek – 1760-as évek – 1770-es évek – 1780-as évek – 1790-es évek – 1800-as évek – 1810-es évek – 1820-as évek – 1830-as évek
Évek: 1783 – 1784 – 1785 – 1786 –  1787 – 1788 – 1789 – 1790 – 1791 – 1792 – 1793

## Események

### Határozott dátumú események
- január 26. – Arthur Phillip angol kapitány 1 030 bevándorlóval (ebből 736 fegyenc) megérkezik Ausztráliába és Sydneyben megalapítja az első európai gyarmatot, melynek kormányzója lesz.[1]
- április 24. – A császári és királyi seregek beveszik Szabácsot.[2]
- május 8. – II. József újoncozást rendel el.[3]
- szeptember 13. – New York lesz az Egyesült Államok fővárosa.[4]
- szeptember 20. – A török sereg Lugosnál meglepi és megfutamítja II. József csapatait.[2] A beteg király ezt követően visszatér Bécsbe.
- október 6. – Varsóban megnyitják a nagy szejm ülését, ami 1791-ben megalkotja Európa első írott (kartális) alkotmányát, a májusi alkotmányt.[5]
- december 18. – Zichy Károly grófot országbírónak,[6] míg Ürményi Józsefet királyi kamarai elnöknek nevezik ki.[7]

### Határozatlan dátumú események
- az év folyamán – Létrejön a Helytartótanácsnak és a Magyar Királyi Kamarának alárendelt Vízi és Építészeti Főigazgatóság 10 kerületi igazgatósággal, 45 megyei és 6 városi mérnökkel.[8]

## Az év témái

### 1788 az irodalomban
- Megjelenik az első magyar regény (Dugonics András: Etelka.)[9]
- Megindul a Magyar Museum, az első magyar irodalmi folyóirat.[10]

## Születések
- január 8. – Habsburg–Lotaringiai Rudolf hercegérsek, a Habsburg–Lotaringiai-házból származó osztrák főherceg, zeneszerző († 1831)
- január 22. – George Byron angol romantikus költő († 1824)
- február 5. – Kisfaludy Károly költő, drámaíró, festő († 1830)
- február 17. – Ungvárnémeti Tóth László költő († 1820)
- szeptember 27. – Helmeczy Mihály nyelvújító, író († 1852)
- október 9. – Kossics József író, költő, néprajztudós, római katolikus pap († 1867)
- november 13. – Friedrich Fabini magyar orvosdoktor († 1864)
- december 1. – Jean-Victor Poncelet francia matematikus, mérnök-tábornok († 1867)

## Halálozások
- március 2. – Salomon Gessner svájci idill-költő és festőművész (* 1730)
- március 29. – Charles Wesley, a metodista mozgalom egyik vezetője, John Wesley öccse (* 1707)
- április 11. – Karl Wilhelm Ramler német költő (* 1725)
- április 16. – Georges-Louis Leclerc de Buffon francia természettudós (* 1707)
- május 8. – Giovanni Antonio Scopoli természettudós, geológus, kémikus, tanár, entomológus (* 1723)
- augusztus 2. – Thomas Gainsborough angol festő (* 1727)
- október 25. – Istvánffy Benedek zeneszerző, karnagy (* 1733)
- december 14. – Carl Philipp Emanuel Bach német zeneszerző, orgonista, csembalista, Johann Sebastian Bach második fia (* 1714)
- december 14. – III. Károly spanyol király (* 1716)

Bizonytalan dátum
- Jean-François de La Pérouse francia tengerésztiszt és felfedező (* 1741)